# North West England
North West England, også kendt på dansk som Nordvest-England, er en af de 9 regioner i England. Regionen består af 5 ceremonielle grevskaber, men er administrativt inddelt i 10 forskellige områder.
Storbritannien som helhed havde 73 medlemmer af Europa-Parlamentet ved valget dertil i 2014. Disse medlemmer vælges i regionerne, hvor Nordirland, Skotland, Wales, og hver af de engelske regioner udgør valgkredse, på nær at det britiske oversøiske territorium Gibraltar er del af South West England-kredsen. North West England havde 8 medlemmer i 2014.
North West England grænser mod vest til Det Irske Hav og mod øst til Penninerne og strækker sig fra den skotske grænse i nord til de walisiske bjerge i syd. To store konurbationer, centreret omkring byerne Liverpool og Manchester, dominerer i den sydlige del af regionen og står for størstedelen af regionens befolkning. Den nordlige del af regionen inklusive den nordlige del af Lancashire og Cumbria (og i mindre grad også de sydlige dele af Cheshire) består af landlige områder.
Tidligere var der 10 regioner i England, men det blev ændret, da Merseyside-regionen i 1998 blev lagt under North West England.

## Ceremonielle grevskaber
- Cheshire
- Cumbria
- Greater Manchester
- Lancashire
- Merseyside

## Administrativ inddeling

### Enhedslige myndigheder
Der er 8 enhedslige myndigheder i North West England:
- Blackburn with Darwen (ceremonielt en del af Lancashire)
- Blackpool (ceremonielt en del af Lancashire)
- Cheshire East (ceremonielt en del af Cheshire)
- Cheshire West and Chester (ceremonielt en del af Cheshire)
- Cumberland (ceremonielt en del af Cumbria)
- Halton (ceremonielt en del af Cheshire)
- Warrington (ceremonielt en del af Cheshire)
- Westmorland and Furness (ceremonielt en del af Cumbria)

### Metropolitan counties
Der er 2 metropolitan counties i North West England:
- Greater Manchester (dækker hele det ceremonielle Greater Manchester)
- Merseyside (dækker hele det ceremonielle Merseyside)

Ligesom de andre metropolitan counties i England, har hverken Greater Manchester eller Merseyside haft county councils (amtsråd) siden 1986, hvor de blev afskaffet og deres metropolitan boroughs fik tilført grevskabernes gamle opgaver.
De 10 metropolitan boroughs i Greater Manchester er:
- Bolton
- Bury
- Manchester
- Oldham
- Rochdale
- Salford
- Stockport
- Tameside
- Trafford
- Wigan

De 5 metropolitan boroughs i Merseyside er:
- Knowsley
- Liverpool
- St Helens
- Sefton
- Wirral

### Non-metropolitan counties
Der er 1 non-metropolitan county i North West England:
- Lancashire (dækker det ceremonielle Lancashire på nær Blackburn with Darwen og Blackpool)

54°04′30″N 2°45′00″V / 54.075°N 2.75°V